# Avaaz
Avaaz este o organizație civică globală care promovează implicarea cetățenilor în campanii referitoare la schimbările climatice, drepturile omului, drepturile animalelor, corupție, sărăcie, conflicte și multe alte teme. Lansată în ianuarie 2007, organizația Avaaz are scopul declarat de "a transforma lumea în care trăim în lumea pe care ne-o dorim". Organizația operează în 15 limbi și are, conform propriior statistici, peste 30 de milioane de membri în 194 de țări. Publicația The Guardian observă că "deși are doar 5 ani de activitate, Avaaz a crescut exploziv până la a deveni cea mai mare și mai puternică rețea de activism online."

## Originile cuvântului
Numele Avaaz (în persană: آواز) este derivat din cuvântul persan pentru "voce" (care mai înseamnă și "sunet" sau "cântec"). "Avaaz" este folosit cu înțelesuri similare și în turcă, bosniană și limbi indo-ariene ca nepaleza, hindi, urdu, beangaleza, punjaba, marathi și sindhi.

## Cofondatori

### Grupări
Avaaz.org a fost întemeiată de Res Publica, "o comunitate a profesioniștilor din sectorul public, care promovează civismul, democrația consultativă și buna guvernare" și MoveOn.org, o asociație americană non-profit pentru politici publice progresiste. Avaaz a mai primit susținere și din partea Uniunii Internaționale a Angajaților din Domeniul Serviciilor (partener fondator) și a organizației australiene non-profit GetUp!.

### Personalități
Fondatorii Avaaz sunt Ricken Patel, Tom Pravda, Tom Perriello (fost congresman de Virginia), Eli Pariser (director executiv al MoveOn.org), antrepenorul australian David Madden și Jeremy Heimans (cofondatori ai Purpose.com) și Andrea Woodhouse. Consiliul de Conducere este format din Ricken Patel (președinte), Tom Pravda (secretar), Eli Pariser (președintele consiliului) și Ben Brandzel (trezorier).

### Conducere
Președintele fondator și actualul Director Executiv al organizației Avaaz este Ricken Patel. De origine candiano-britanică, Patel a studiat științe politice, filozofie și economie la Colegiul Balliol din Universitatea Oxford și a absolvit un Masterat în Politici Publice la universitatea Harvard. A lucrat pentru International Crisis Group în toată lumea, inclusiv în Sierra Leone, Liberia, Sudan și Afghanistan, unde spune că "a învățat cum să convingă forțe rebele să ia loc la masa negocierilor, să monitorizeze alegeri (pe ascuns), să redea populației încrederea în sisteme politice care au fost corupte în trecut și să detecteze încercările de manipulare a forțelor străine." S-a întors apoi în Statele Unite și a început să lucreze ca voluntar pentru MoveOn.org, unde a învățat să folosească mediul online pentru activism.

## Finanțare, selectarea campaniilor și management
"Începând din anul 2009, Avaaz nu a mai acceptat donații din partea fundațiilor sau corporațiilor și nici sume mai mari de 5.000 de dolari (3.100 £)" conform publicației The Guardian. "În schimb, organizația se bazează pe generozitatea membrilor, care au donat până acum peste 20 de milioane de dolari (12.4 milioane de lire)". În 2011 Avaaz avea în jur de 50 de angajați.

## Procesul de selecție a campaniilor globale
Campaniile globale Avaaz sunt administrate de o echipă de directori de campanie din peste 30 de țări, inclusiv Marea Britanie, India, Liban și Brazilia. Aceștia comunică cu membrii prin e-mailuri și folosesc tactici de campanie cum ar fi petițiile publice online, video-urile și aplicații prin care membrii pot trimite mesaje direct factorilor de decizie. În unele cazuri, Avaaz folosește și campanii de publicitate, apelează la consiliere juridică pentru a decide care e direcția cea mai potrivită pentru a continua o campanie sau organizează "proteste pasive, demonstrații, campanii de telefoane sau acrobații cu impact în mass-media". Exemplele de astfel de acrobații includ "instalarea unei turme de porci de carton în fața sediului Organizației Mondiale a Sănătății pentru a cere demararea unei investigații privind legătura dintre gripa porcină și fermele de porci gigantice și crearea unui lanț uman cu lungimea de 3 mile, pornind de la Dalai Lama și ajungând până la ușile Ambasadei Chinei în Londra, pentru a solicita deschiderea unui dialog între cele două părți". 
Sugestiile pentru campanii vin din partea membrilor și sunt susținute prin consiliere de către grup de specialiști. Odată ce o sugestie a fost identificată ca având potențial, un e-mail de testare este trimis la 10.000 de membri Avaaz. Dacă suficient de mulți membri vor răspunde la e-mailul-test, campania va fi făcută publică pentru toți membrii Avaaz. În 2010, The Economist sugera că "felul în care Avaaz unește cauze din cele mai diverse ar putea fi un avantaj într-o lume în care campanii pe teme specifice, cum ar fi rasa sau clasa socială, încă pot scinda oamenii, în loc să îi unească".

## Platforma pentru campanii locale
În 2012, Avaaz a lansat o platformă de organizare și distribuire a campaniilor care permite oricărui membru să își lanseze propria petiție în câteva minute. În câteva luni site-ul pentru campaniile comunității a fost folosit de peste 8.000 de membri pentru un număr de cauze importante, de la protejarea delfinilor pe cale de dispariție din Maui, Noua Zeelandă, până la repatrierea a 100 de muncitori indieni emigranți care erau sechestrați de o companie de construcții din Bahrain.